# Adelaide
Adelaide este un oraș din Australia, capitala statului Australia de Sud. Este al cincilea oras ca marime din Australia.

## Așezare și istoric
Adelaide este un oraș de coastă situat în golful Saint-Vincent. Orașul a fost denumit în anul 1836 de primul guvernator al statului Captain John Hindmarsh după Adelaide, regina de origine germană a Angliei. In contrast cu orașele  Sydney sau Hobart el nu a devenit colonie pentru lagărele de deținuți englezi. Adelaide este un oraș cultural fiind numit și „festival city” pentru festivalurile de muzică de jazz, pentru expozițiile unor artiști renumiți și pentru multele întruniri sportive.